# Johann Kliebert
Johann Kliebert, též Jan Kliebert (19. května 1809 Blšany – 13. května 1858 Praha), byl český a rakouský právník a politik německé národnosti, během revolučního roku 1848 člen Národního výboru a krátce i poslanec Říšského sněmu; stoupenec českého národního hnutí.

## Biografie
Profesí byl právník a c. k. notář.
Během revolučního roku 1848 se zapojil do veřejného dění. Když se z Vídně do Prahy v počáteční fázi revoluce vrátila první pražská deputace, patřil na veřejném shromáždění mezi nejhlasitější hlasy nespokojené s jejími výsledky. Byl potom členem druhé deputace vypravené krátce nato, na jaře 1848 z Prahy k císaři do Vídně. V delegaci zastupoval doktor Kliebert, majitel domu, české Němce.
Od 2. dubna 1848 byl členem Národního výboru a na jeho schůzi 4. května 1848 informoval o jednání s delegací z celoněmeckého Frankfurtského parlamentu, přičemž uvedl, že představy emisarů z Frankfurtu jsou pro Čechy nepřijatelné, protože jdou nad rámec volné demokratické aliance a prosazují centralizovaný německý stát, který by vznikl roztržením Rakouského císařství. Odmítl pak připojení Čech k německému sjednocovacímu procesu („...je naše nejpřednější a nejsvětější povinnost, abychom doma
na našem sněmu své vlastní domácí a zvláštní záležitosti zemské spořádali, a potom na sněmu říšském ve Vídni pořádati pomáhali zevnitřní a obecné záležitosti říše Rakouské. My že nemůžeme než dvojího zákonodárství nad sebou uznávati, totiž sněmu zemského v Praze a stavů říšských ve Vídni ; nač potřeba potom ještě nad námi zákony dávajícího parlamentu ve Frankfurtě?“). Prosazoval spolupráci s českým národním hnutím a národnostní smír.
V doplňovacích volbách počátkem února roku 1849 byl zvolen na ústavodárný Říšský sněm. Zastupoval volební obvod Bělá pod Bezdězem (původně zde poslancem byl Václav Frost). Profesně se uvádí jako právník. Jeho zvolení v tomto národnostně smíšeném (převážně německém) obvodu doporučil voličům František Ladislav Rieger a dodal o něm: „Rodem Němec ze Žatecka vyznamenal se již ode dávna v Praze, zvláště činností svou v Národním Výboru, spravedlností k Cechům a láskou k národu našemu. Jsa přítel soustavy foederativní pro mocnářství rakouské a zastávatel nerozdílnosti království českého, při tom řečník jasný a obratný, posloužil by zajisté dobře věci národu našeho i vlasti naší.“ Volba byla oznámena na poslední 88. schůzi sněmu 13. března 1849. Do činnosti parlamentu již se fakticky nezapojil, protože následně byl vládou sněm rozpuštěn. Spolu s dalšími českými poslanci zrušeného sněmu (Národní strana) pak podepsal veřejné osvědčení.
Josef Václav Frič o něm ve svých pamětech napsal: „Měli jsme v tomto šlechetném a naskrze k nám spravedlivém muži, beze lsti a falše, znamenitého spojence, jenž troufal si pak co zemský komisař k řízení voleb odebrati se osobně do Žatce v pevné víře, že nám tamější občany získá a nakloní.…Naopak zachovali jsme si na statečného toho krajana, třeba rozeného Němce, avšak upřímného vlastimila, nejvděčnější upomínku.“
Zemřel v květnu 1858 na mrtvici ve věku 48 let.

### Rodinný život
Johann Kliebert byl dvakrát ženat, poprvé s Julianou, rozenou Brunovou (1819–??). Když ovdověl, oženil se znovu s Johannou von Rittersteinovou z Tachova (1825–??). S první manželkou měl syny Heinricha (1844–1883) a Carla (1847–??) a dcery Annu (1840–??) a Marii (1843–??). S druhou manželkou měl syna Johanna (1858–??).